# Hugo von Bonin
Swantus Eccard Hugo von Bonin (* 29. April 1826 in Wulfflatzke, Kreis Neustettin; † 22. November 1893 ebenda) war ein deutscher Rittergutsbesitzer und Parlamentarier.

## Herkunft
Er stammte aus der preußischen uradligen Familie von Bonin. Seine Eltern waren der Rittergutsbesitzer und Landrat Theodor von Bonin (* 1799; † 1852) und dessen Ehefrau Marianne, geborene von Vangerow (* 1799; † 1864).

## Leben
Hugo von Bonin studierte an der Rheinischen Friedrich-Wilhelms-Universität Bonn. 1849 wurde er Mitglied des Corps Palatia Bonn. Nach dem Studium wurde er Besitzer des Rittergutes Wulfflatzke in Pommern.
Im Jahre 1888 wurde er auf Präsentation des alten und des befestigten Grundbesitzes im Landschaftsbezirk Herzogtum Kassuben Mitglied des Preußischen Herrenhauses, dem er bis zu seinem Tod angehörte.

## Familie
Er heiratete am 11. November 1853 Johanna Laura Cäcillie Luice Elisabeth von Bonin (* 16. Aug 1829; † 1. April 1903). Das Paar hatte mehrere Kinder:
- Karze Bernhard Eckart (* 13. Oktober 1854; † 30. Oktober 1912)

⚭ 1883 Jenny von Heineccius (* 28. September 1857; † 22. April 1885)
⚭ 1886 Ottilie Wilhelmine Ella Kaul (* 4. Dezember 1866)
- Theodor Wilhelm Henning (* 8. Februar 1856; † 20. März 1923) ⚭ 1889 Adelheid Viktoria Anna Lübbecke (* 25. Juni 1870)
- Adolfine Elisabeth Gertrud (* 16. Mai 1857)
- Marianne Emilie Margarete (* 16. Juni 1858) ⚭ 1895 Ernst Bluth († 26. Januar 1903), Pastor; deren Sohn Hugo Gotthard Bloth (* 1898; † 1986) wurde evangelischer Theologe, Religionspädagoge und Historiker
- Hugo Leo Klaus (* 20. Mai 1860), Hauptmann
- Laura Antonie Marie (* 5. Januar 1864)